# Edson Aparecido de Souza
Edson Aparecido de Souza (São Paulo, 29 november 1962) is een voormalig Braziliaans voetballer.

## Carrière
Edson speelde tussen 1986 en 2000 voor Yomiuri, Bellmare Hiratsuka en Yokogawa Electric.